# Enrico Ianniello
Enrico Ianniello (* 15. November 1970 in Caserta) ist ein italienischer Schauspieler, Theaterregisseur, Schriftsteller und Übersetzer.

## Leben
Ianniello erlernte den Beruf des Schauspielers in Florenz an der von Vittorio Gassman gegründeten Schauspielschule Bottega Teatrale. 2011 wurde er in der Rolle des Kommissars Vincenzo Nappi in der auf Rai 1 ausgestrahlten Fernsehserie Die Bergpolizei – Ganz nah am Himmel neben Terence Hill einem breiten Publikum bekannt. Zur gleichen Zeit drehte er auch Habemus Papam – Ein Papst büxt aus von Nanni Moretti. Im Januar 2015 erschien sein erstes Buch La vita prodigiosa di Isidoro Sifflotin, veröffentlicht von Feltrinelli. Im selben Jahr erhielt er dafür den Literaturpreis Premio Campiello für das Erstlingswerk.

## Filmografie (Auswahl)

### Kino
- 2005: Der Tiger und der Schnee, Regie: Roberto Benigni
- 2007: Lascia perdere, Johnny!, Regie: Fabrizio Bentivoglio
- 2009: Tris di donne e abiti nuziali, Regie: Vincenzo Terracciano
- 2011: Habemus Papam – Ein Papst büxt aus, Regie: Nanni Moretti
- 2015: Mia madre, Regie: Nanni Moretti
- 2021: Escape from Mogadishu,[3] Regie: Ryoo Seung-wan

### Fernsehen
- seit 2011: Die Bergpolizei – Ganz nah am Himmel, Regie: Enrico Oldoini (Rai 1)
- 2012: Caruso, la voce dell’amore (Rai 1)
- 2012: Paolo Borsellino – I 57 giorni, Regie: Alberto Negrin (Rai 1)
- 2012: La vita che corre, Regie: Fabrizio Costa (Rai 1)
- 2014: Le due leggi, Regie: Luciano Manuzzi (Rai 1)
- 2015: I giocatori, Regie: Enrico Ianniello (Rai 1)
- 2016: Come fai sbagli, Regie: Tiziana Aristarco e Riccardo Donna (Rai 1)
- 2017: C’era una volta Studio Uno Regie: Riccardo Donna (Rai 1)
- 2019: Il mondo sulle spalle, Regie: Nicola Campiotti (Rai 1)
- 2019: L’Aquila – Grandi speranze, Regie: Marco Risi (Rai 1, Rai 3)
- 2020: Il commissario Ricciardi, Regie: Alessandro D’Alatri[4]

### Kurzfilm
- 2011: L’agnellino con le trecce, Regie: Maurizio Rigatti

### Dokumentarfilme
- 2011: Venti anni
- 2011: Quiproquo

## Theater
- 2004: Sabato, domenica e lunedì, Regie: Paolo Sorrentino
- 2007: Il Metodo Gronholm, Regie: Cristina Pezzoli
- 2013: Un anno dopo, Regie: Tony Laudadio
- 2007: Chiòve, Regie: Francesco Saponaro
- Sorriso d’elefante
- Fortezza Bastiani
- 2007: Magic people show di Giuseppe Montesano, Regie: Enrico Ianniello, Tony Laudadio, Andrea Renzi
- 2008: New Magic People Show di Giuseppe Montesano
- 2012: BUFALI – lettura drammatizzata von Pau Miró und Enrico Ianniello
- 2013: Jucatùre, Regie: Enrico Ianniello
- 2015: Eternapoli, Regie: Enrico Ianniello
- 2016: I giocatori, Regie: Enrico Ianniello
- 2017: White Rabbit. Red Rabbit Regie: Nassim Soleimanpour[5]
- 2019: Giacomino e mammà

## Literarisches Werk
- La vita prodigiosa di Isidoro Sifflotin. Feltrinelli, Mailand 2015, ISBN 978-88-07-03123-6.
  - dt.: Das wundersame Leben des Isidoro Raggiola. Roman. Aus dem Italienischen von Christiane von Bechtolsheim. Piper, München / Berlin / Zürich 2016, ISBN 978-3-492-05690-8.
- Ho sete ancora. Iocisto edizioni, 2015. Beitrag mit weiteren 16 Autoren für Pino Daniele.
- Appocundría. Feltrinelli, Mailand 2016.
- Racconto d’inverno, Nardini Editore, 2017, zusammen mit Pau Miró.
- La compagnia delle illusioni. Feltrinelli, Mailand 2019, ISBN 978-88-588-3458-9.